# Pyrale de la vigne
Sparganothis pilleriana
Espèce
Sparganothis pilleriana est une espèce de lépidoptères (papillons) de la famille des Tortricidae.
Elle est appelée Pyrale de la vigne sous sa forme imago (papillon) et Tordeuse printanière de la vigne sous sa forme chenille. Ces larves attaquent principalement la vigne et aussi d'autres plantes, cultivées ou non, comme le houblon, les ronces, le poirier... La lutte contre la pyrale de la vigne nécessite des traitements à l'aide d'insecticides ou l'application de la méthode de confusion sexuelle, à l'aide de phéromones.

## Description
La pyrale de la vigne est un papillon de mœurs nocturnes, de 20 à 25 mm d'envergure, aux ailes supérieures jaune fauve avec des reflets cuivrés et marquées par trois bandes brunes, et aux ailes inférieures brun violacé avec une frange plus claire.
Les chenilles, au corps verdâtre et à la tête noire, peuvent atteindre jusqu'à 2 à 3 cm de long.

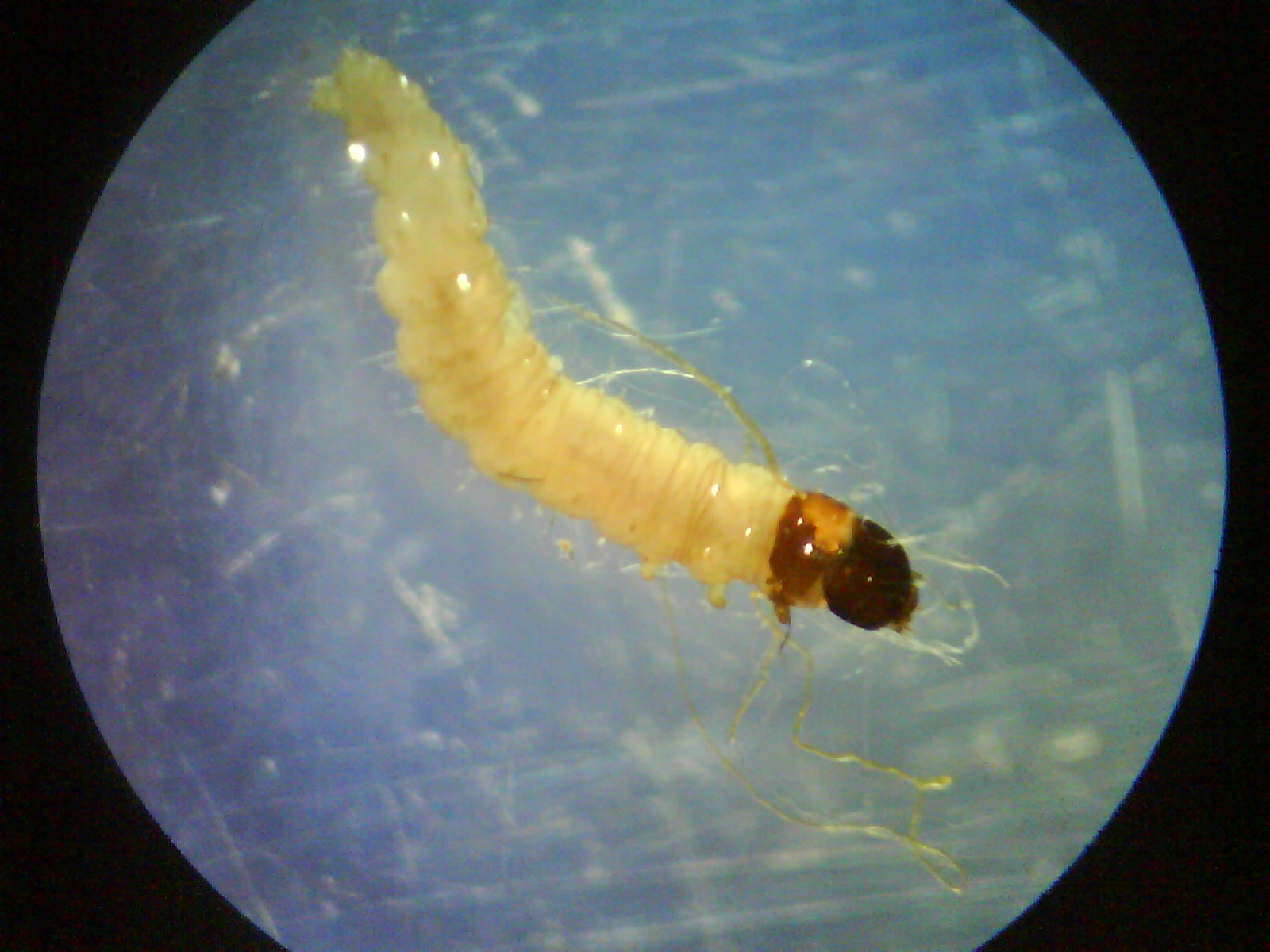
Une larve de pyrale de la vigne.

## Cycle biologique
Le cycle biologique est annuel (une seule génération par an). Les femelles pondent en juillet ou août selon les régions, déposant leurs œufs sur la face supérieure des feuilles, par plaques de 60 à 100 environ.
Les chenilles éclosent au bout de 10 à 12 jours et se protègent pour hiverner dans les crevasses de la souche du pied de vigne ou sous l'écorce, où elles tissent de légers cocons de 3 à 4 mm de long.
Au printemps, les chenilles se réveillent progressivement à l'époque du débourrement, vers le mois d'avril. Elles dévorent l'extrémité des bourgeons avant de s'attaquer aux feuilles et aux grappes. Elles enserrent également les feuilles et les grappes, dans d'innombrables fils de soie, entravant leur développement normal.
La durée de vie des chenilles est d'environ 50 jours, au cours desquels elle subit quatre mues. Elle se transforme ensuite, dans le pli d'une feuille, en chrysalide brune de 1,5 cm de long environ. De celle-ci éclot le papillon adulte au bout de deux semaines.

## Moyens de lutte
Traitements insecticides :
- contre les larves hibernantes en fin d'hiver, en association avec d'autres traitements contre les cochenilles notamment.
- contre les jeunes chenilles dès leur apparition au printemps.

On pratiquait autrefois l'écorçage des souches à l'aide de gants métalliques, suivi d'un échaudage à l'eau chaude.
Ces papillons se reproduisent après s'être laissé guider par les phéromones de la femelle (portée 500 m à 1 km), aussi des chercheurs ont essayé avec succès de saturer l'espace aérien entourant les vignes de phéromones de synthèse afin de faire diminuer le nombre d'accouplement. En Europe 100 000 ha, dont 20 000 en France, sont protégés par cette technique.